# District historique d'Oak Creek
Pour les articles homonymes, voir Oak et Oak Creek.
Le district historique d'Oak Creek – ou Oak Creek Historic District en anglais – est un district historique du comté de Washington, dans l'Utah, aux États-Unis. Situé au sein du parc national de Zion, il comprend des constructions dans le style rustique du National Park Service. Il est inscrit au Registre national des lieux historiques le 7 juillet 1987.